# Вівчарик іберійський
Вівча́рик іберійський (Phylloscopus ibericus) — вид горобцеподібних птахів родини вівчарикових (Phylloscopidae). Гніздиться на Піренейському півострові і в регіоні Магрибу, зимує в Західній Африці. Раніше вважався конспецифічним з вівчариком-коваликом, однак через різницю у вокалізації і за результатами молекулярно-філогенетичного дослідження був визнаний окремим видом. Генетичні дослідження показали, що іберійський вівчарик відділився від вівчарика-ковалика приблизно 2 мільйони років тому, під час голоценових зледеднінь.

## Опис

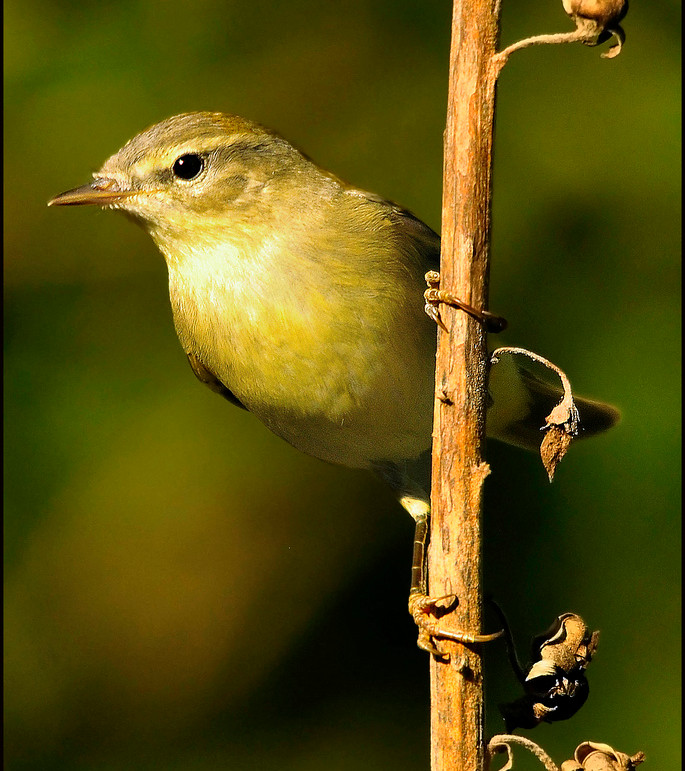
Вівчарик іберійський

Довжина іберійського вівчарика становить 11-12 см, вага 7-8 г. Він є дуже схожим на вівчарика-ковалика, верхня частина тіла у нього оливково-зелена, горло і груди оливково-коричневі, поцятковані широкими світло-жовтими смугами, живіт білуватий, гузка яскраво-лимонно-жовта. Груди, шия з боків і боки у іберійського вівчарика є більш жовтими.

## Поширення і екологія
Іберійські вівчарики гніздяться в горах Піренейського півострова (в Іспанії, Португалії, локально у французькому департаменті Атлантичні Піренеї) і в Атлаських горах на північному заході Африки (північ Марокко і Алжиру, північний захід Тунісу). Взимку вони мігрують до Сенегалу, південного Малі, Буркіна-Фасо і північної Гани. Іберійські вівчарики живуть в середземноморських лісах і чагарникових заростях, що складаються з кермесових і португальських дубів, в змішаних дубово-каштанових рідколіссях з густим чистовим підліском, в чагарникових заростях і на пустищах вище верхньої межі лісу, у верболозах в долинах річок, загалом на висоті до 4500 м над рівнем моря. Зимують у тамариксових і акацієвих чагарникових заростях та рідколіссях. Живляться комахами та іншими дрібними безхребетними, а також ягодами і нектаром. Сезон розмноження триває з середини квітня до початку травня, в кладці від 4 до 5 яєць.

## Збереження
МСОП класифікує цей вид як такий, що не потребує особливих заходів зі збереження. За оцінками дослідників, європейська популяція іберійських вівчариків (прибзино 95% від загальної популяції) становить від 924 до 1540 тисяч птахів.